# Тидувка
Тидувка (пол. Tydówka) — село в Польщі, у гміні Кернозя Ловицького повіту Лодзинського воєводства.
Населення — 165 осіб (2011).
У 1975-1998 роках село належало до Плоцького воєводства.

## Демографія
Демографічна структура станом на 31 березня 2011 року:
|          | Загалом | Допрацездатний вік | Працездатний вік | Постпрацездатний вік |
| -------- | ------- | ------------------ | ---------------- | -------------------- |
| Чоловіки | 85      | 16                 | 61               | 8                    |
| Жінки    | 80      | 16                 | 43               | 21                   |
| Разом    | 165     | 32                 | 104              | 29                   |